# Adam Aston
Adam Aston, właściwie Adolf Loewinsohn (ur. 17 września 1902 w Warszawie, zm. 10 stycznia 1993 w Londynie) – polski aktor i piosenkarz żydowskiego pochodzenia. Śpiewał w języku polskim oraz w hebrajskim i jidysz pomimo nieznajomości tych języków. Był jednym z najpopularniejszych artystów dwudziestolecia międzywojennego w Polsce.
Walczył, jako ochotnik, w wojnie polsko-sowieckiej z 1920, oraz w bitwie o Monte Cassino w 1944.

## Kariera
Karierę zaczynał w Chórze Warsa, następnie występował jako solista w kabaretach i rewiach: Morskie Oko, Stara Banda i Hollywood. Popularność przyniosły mu sentymentalne tanga, m.in. Jesienne róże, Jest jedna jedyna, Każdemu wolno kochać, Serce matki czy To nie była miłość. Był też wykonawcą popularnej po wojnie piosenki Ach, jak przyjemnie. W sumie nagrał około 960 utworów, wziął także udział w Międzynarodowym Konkursie Śpiewaczym Polskiego Radia, zorganizowanym w 1935.
Wystąpił w kilku produkcjach filmowych dwudziestolecia międzywojennego, z których najpopularniejszymi były Dwie Joasie z 1935, gdzie wystąpił u boku Jadwigi Smosarskiej, Aleksandra Zelwerowicza i Michała Znicza, oraz Manewry miłosne, również z 1935, gdzie zagrał obok Lody Halamy, Toli Mankiewiczówny, Ludwika Sempolińskiego, Miry Zimińskiej i Aleksandra Żabczyńskiego.
W polskiej wersji językowej filmu Top Hat (Panowie w cylindrach) wykonywał piosenkę Cheek to Cheek (polski tytuł W siódmym niebie).

## Po 1939 r.
Po wybuchu II wojny światowej występował początkowo z orkiestrą Henryka Warsa we Lwowie, a następnie w prowadzonym przez Feliksa Konarskiego Teatrze Wojskowym II Korpusu gen. Władysława Andersa.
Po wojnie pozostał na emigracji, początkowo w południowoafrykańskim Johannesburgu, a od 1960 w Londynie, gdzie mieszkał do końca życia. Po 1960 koncertował rzadko.

## Dyskografia

### płyty 10”, 78 obr./min. (szelakowe)
- Nie całuj mnie / Katiusza Columbia DM 1582

### LP
- 1984 Adam Aston śpiewa stare piosenki[2] Poljazz K-PSJ 224

### CD
- 2009 Bądź zawsze młody 4ever Music (2 CD)
- 2013 Każdemu wolno kochać[3] PN Muza PNCD 1419:
- Adam Aston – Monografia wokalisty (cykl: Syrena Record; nr 8) EAN 5905133303828

### składanki, kompilacje
- 2000 CD Przedwojenne szlagiery cz.1 Przytul, uściśnij, pocałuj (Akar AKCD 071)
- 2000 CD Przedwojenne szlagiery cz.2 Czy tutaj mieszka panna Agnieszka (Akar AKCD 072)
- 2000 CD Przedwojenne szlagiery cz.3 Złociste chryzantemy (Akar AKCD 073)
- 2004 CD Stare polskie tanga (Tonpress CD-T 042)
- 2005 CD Polskie tango 1929–1939 Old World Tangos vol. 3 (Oriente Musik)
- 2006 CD Przedwojenne polskie tango (Soliton SCD 074)
- 2007 CD Miasteczko Bełz i inne piosenki Racheli, Estery i Sary (4ever Music 013)
- 2007 CD Marian Hemar Klasyk piosenki lat 30-tych XX w. (4ever Music 032)
- 2008 CD Zatańczmy jeszcze raz (4ever Music 038)
- 2008 CD U cioci na imieninach (4ever Music 066-067) 2 CD
- 2013 CD Piosenki warszawskie (PN PNCD 1484)
- CD Stare kino Piosenki z polskich filmów vol. 1 Manewry miłosne (Stereo Style MLCD 009)
- CD Stare kino Piosenki z polskich filmów cz. 2 Szpieg w masce (Stereo Style MLCD 010)

### inne
- Ach, te Cyganki; Tylko ty[4] Pocztówka dźwiękowa Tonpress R0510-II

## Filmografia
- 1932 Szyb L-23[5]
- 1935 Manewry miłosne jako śpiewający Cygan (piosenka „Jak trudno jest zapomnieć”)
- 1935 Dwie Joasie jako śpiewak i dyrygent orkiestry
- 1937 Ordynat Michorowski[5]
- 1946 Wielka droga jako aktor w teatrzyku polowym

## Piosenki w repertuarze
- „Ach, zostań” (muzyka Henryk Wars, słowa Emanuel Szlechter i Ludwik Starski, tango z filmu Robert i Bertrand)
- „Czerwone maki na Monte Cassino” (muzyka Alfred Schütz, słowa Feliks Konarski)
- „Czy pani tańczy rumbę” (muzyka Henryk Wars, słowa Andrzej Włast)
- „Dlaczego właśnie dziś” (muzyka Władysław Eiger, słowa Konrad Tom, piosenka z filmu Dwie Joasie, 1935)
- „Jak trudno jest zapomnieć” (muzyka Henryk Wars, słowa Jerzy Jurandot, romans cygański z filmu Manewry miłosne z 1935)
- „Jest jedna jedyna” (muzyka Jerzy Petersburski, słowa Marian Hemar)
- „Jo-jo” (fokstrot, muzyka Zygmunt Karasiński, słowa Andrzej Włast)
- „Każdemu wolno kochać” (muzyka Zygmunt Karasiński i Szymon Kataszek, słowa Emanuel Schlechter)
- „Miasteczko Bełz” (muzyka Aleksander Olszaniecki, słowa Jacob Jacobs)
- „Rebeka” (muzyka Zygmunt Białostocki, słowa Andrzej Włast)
- „Serce matki” (muzyka Zygmunt Karasiński i Szymon Kataszek, słowa Ludwik Szmaragd)
- „W błękicie oczu twoich” (muzyka Zygmunt Karasiński, słowa Wacław Stępień)
- „Zakochany złodziej” (muzyka Henryk Wars, słowa Emanuel Szlechter i Ludwik Starski)